# Giovanni delle Bande Nere
(Giovanni Salviati)
Ludovico di Giovanni de' Medici, comunemente detto Giovanni delle Bande Nere  (Forlì, 6 aprile 1498 – Mantova, 30 novembre 1526), è stato un condottiero italiano del Rinascimento ed esponente del ramo cadetto Popolano (o Trebbio) della famiglia Medici.

## Biografia

### Infanzia e gioventù
Discendente da parte di madre dal famoso condottiero Muzio Attendolo Sforza, era figlio del fiorentino Giovanni de' Medici (detto il Popolano) e di Caterina Sforza, la signora guerriera di Forlì e Imola, una delle donne più famose del Rinascimento, che si era strenuamente difesa da Cesare Borgia nella sua rocca forlivese. Venne chiamato Ludovico in onore dello zio Ludovico il Moro, duca di Milano, ma alla morte del padre, avvenuta quando aveva pochi mesi d'età, la madre gli cambiò il nome in Giovanni. Fu l'ultimo importante capitano delle compagnie di ventura ed intuì che a causa dell'apparizione sui campi di battaglia delle nuove armi da fuoco era iniziato il tramonto della cavalleria pesante. Fu ritenuto da Niccolò Machiavelli l'unico capace di difendere gli Stati italiani dalla discesa di Carlo V.
Giovanni passò la propria infanzia in un convento, poiché la madre era prigioniera di Cesare Borgia. Nel 1509 Caterina Sforza morì e, essendo morto anche Luffo Numai, primo tutore di Giovanni, la tutela del giovane passò al canonico Francesco Fortunati e al ricchissimo fiorentino Jacopo Salviati, marito di Lucrezia de' Medici, figlia di Lorenzo il Magnifico. Jacopo Salviati dovette spesso rimediare con la propria autorità e fama alle numerose intemperanze del ragazzo, ma nel 1511 non poté evitargli il bando da Firenze per l'uccisione di un suo coetaneo in una lite tra bande di ragazzi, bando ritirato l'anno successivo. Quando il Salviati fu nominato ambasciatore a Roma nel 1513, Giovanni lo seguì, e qui fu iscritto nelle milizie pontificie, grazie all'intercessione del Salviati presso papa Leone X, fratello di Lucrezia de' Medici.
Tuttavia non passava giorno in cui Giovanni non si cacciasse in qualche fastidio. Una bravata che lo rese celebre ai tempi fu lo scontro avvenuto sul ponte di Castel Sant'Angelo tra lui e alcuni suoi nuovi amici romani contro un gruppo di armati più numerosi, appartenenti a Camillo Orsini, della famiglia Orsini. Giovanni si scaraventò contro il comandante di quel gruppo, detto "Brancaccio", e lo uccise. La notizia fece scalpore, in quanto l'ucciso era un uomo abituato alla guerra che aveva servito con diversi capitani: il fatto che Giovanni, nemmeno diciassettenne, lo avesse passato a fil di spada, rese celebre il giovane. Tuttavia Jacopo Salviati decise di allontanare da Roma quel figlioccio, mandandolo a Napoli, anche se per breve tempo, visto che anche lì il comportamento del ragazzo non cambiò. Quindi il Salviati non poté far altro che rimandarlo a Firenze.

### Al servizio del papa
Il suo battesimo del fuoco nel nuovo ruolo di soldato papale avvenne il 5 marzo 1516 nella guerra contro Urbino, al seguito di Lorenzo de' Medici. La guerra durò solo ventidue giorni, dopo i quali Francesco Maria I Della Rovere si arrese. Nonostante la propria indole irrequieta, Giovanni riuscì a insegnare agli uomini della sua compagnia - indisciplinati, rozzi e individualisti - disciplina e obbedienza. Ebbe anche modo di prevedere, con acume caratteristico, il declino della cavalleria pesante. Al momento di crearsi una propria compagnia, Giovanni scelse perciò di impiegare cavalli piccoli e leggeri, preferibilmente turchi o berberi, adatti a compiti tattici quali schermaglie d'avanguardia o imboscate; individuò nella mobilità l'arma più utile da usare in battaglia per contrastare le nuove armi da fuoco.
Un accento particolare fu messo sullo spirito di corpo, allora assai carente. I nuovi venuti ricevevano un addestramento particolare, spesso impartito da Giovanni in persona; sovente i traditori erano condannati a morte. Nel 1520 sconfisse diversi signorotti ribelli marchigiani, tra i quali Lodovico Euffreducci, che restò ucciso in battaglia presso Falerone. Nel 1521 Leone X si alleò con l'imperatore Carlo V contro Francesco I di Francia, per consentire agli Sforza di tornare padroni di Milano e per occupare le città perdute di Parma e Piacenza; Giovanni venne assoldato e posto sotto il comando di Prospero Colonna. In quell'anno Giovanni venne in aiuto con le sue truppe alla sorellastra Bianca Riario, nata dal primo matrimonio della madre Caterina Sforza con Girolamo Riario, la quale si era presa cura di Giovanni al tempo in cui Caterina era prigioniera del papa a Castel Sant'Angelo.
Bianca, rimasta vedova ed erede di Troilo I nel 1521, era molestata da un parente, Bernardo de' Rossi vescovo di Treviso, che vantava diritti sui beni in San Secondo. Nel 1522 venne affrontato nella battaglia di San Secondo dal de' Medici, che occupò le sue terre e restituì la contea alla sorellastra. In quel tempo pare che il condottiero abbia conosciuto una delle sue amanti, Camilla de' Rossi, figlia di Troilo I de' Rossi e di Bianca (e quindi sua nipote) in occasione di un soggiorno a Reggio Emilia, durante il quale incontrò anche il poeta Pietro Aretino in fuga da Roma, che da allora lo seguì e gli rimase amico sino alla sua morte a Mantova nel 1526. Partecipò in novembre alla battaglia di Vaprio d'Adda: oltrepassò il fiume controllato dai francesi e li mise in fuga, aprendo la strada per Pavia, Milano, Parma e Piacenza.
Il 1º dicembre 1521 morì Leone X e Giovanni, per manifestare il lutto, fece annerire le insegne, che fino ad allora erano a righe bianche e viola, diventando così famoso come Giovanni delle Bande Nere. Nel 1522 Giovanni fu assoldato dai francesi e prese parte sia all'assedio di Pavia sia alla battaglia della Bicocca. Nell'agosto 1523 Giovanni venne ingaggiato dagli imperiali; nel gennaio del 1524 attaccò di notte il campo del francese Cavalier Baiardo, che nel frattempo dormiva, mettendolo in fuga e facendo prigionieri oltre trecento soldati. Successivamente affrontò gli svizzeri, la più temuta fanteria dell'epoca, che intanto erano calati dalla Valtellina in aiuto dei francesi; Giovanni li sconfisse a Caprino Bergamasco, costringendo l'armata francese a lasciare l'Italia. Intanto a Roma divenne papa Clemente VII, della famiglia Medici, cugino del padre di Giovanni, Giovanni il popolano.
Il nuovo pontefice pagò tutti i debiti di Giovanni, chiedendogli però in cambio di passare con i francesi. Questo accadde nel novembre-dicembre 1524, quando Francesco I entrò nuovamente in Italia per una campagna militare e ritornò in Lombardia schierandosi sotto Pavia, dove subì la celebre cocente sconfitta e la prigionia. La compagnia di Giovanni non partecipò alla battaglia di Pavia: in una scaramuccia il 18 febbraio 1525 Giovanni "fu da uno archibuso in uno stinco di gamba gravemente ferito". Spesso vengono confusi i fatti e gli "attrezzi" del febbraio 1525 con quelli del novembre 1526, quando, effettivamente, Giovanni venne ferito a una coscia da un colpo di falconetto. Anche Pietro Aretino, nella famosissima e suggestiva lettera (la n. 4 del primo libro) dà la medesima versione: "... ecco (oimè) un moschetto che gli percuote quella gamba già ferita d'archibuso...".
Giovanni venne subito trasportato a Piacenza, come relaziona Maestro Abramo, il medico inviato dal marchese di Mantova, ma il 7 di marzo Giovanni arrivò nel parmense: "... si fece portare nel parmigiano a i castelli della sorella". Solo nel mese di maggio Giovanni si recherà a Venezia, dove poté giovarsi, nell'ultima parte della convalescenza, dei benèfici bagni termali della vicina Abano. Le sue Bande Nere in parte lo seguirono, in parte si sciolsero. A Venezia Giovanni avrebbe potuto mettersi al servizio della Serenissima, ma era tipo troppo ribelle e declinò con la frase: «Né a me si conviene per esser io troppo giovane, né ad essa perché troppo attempata».

### Ferimento e morte

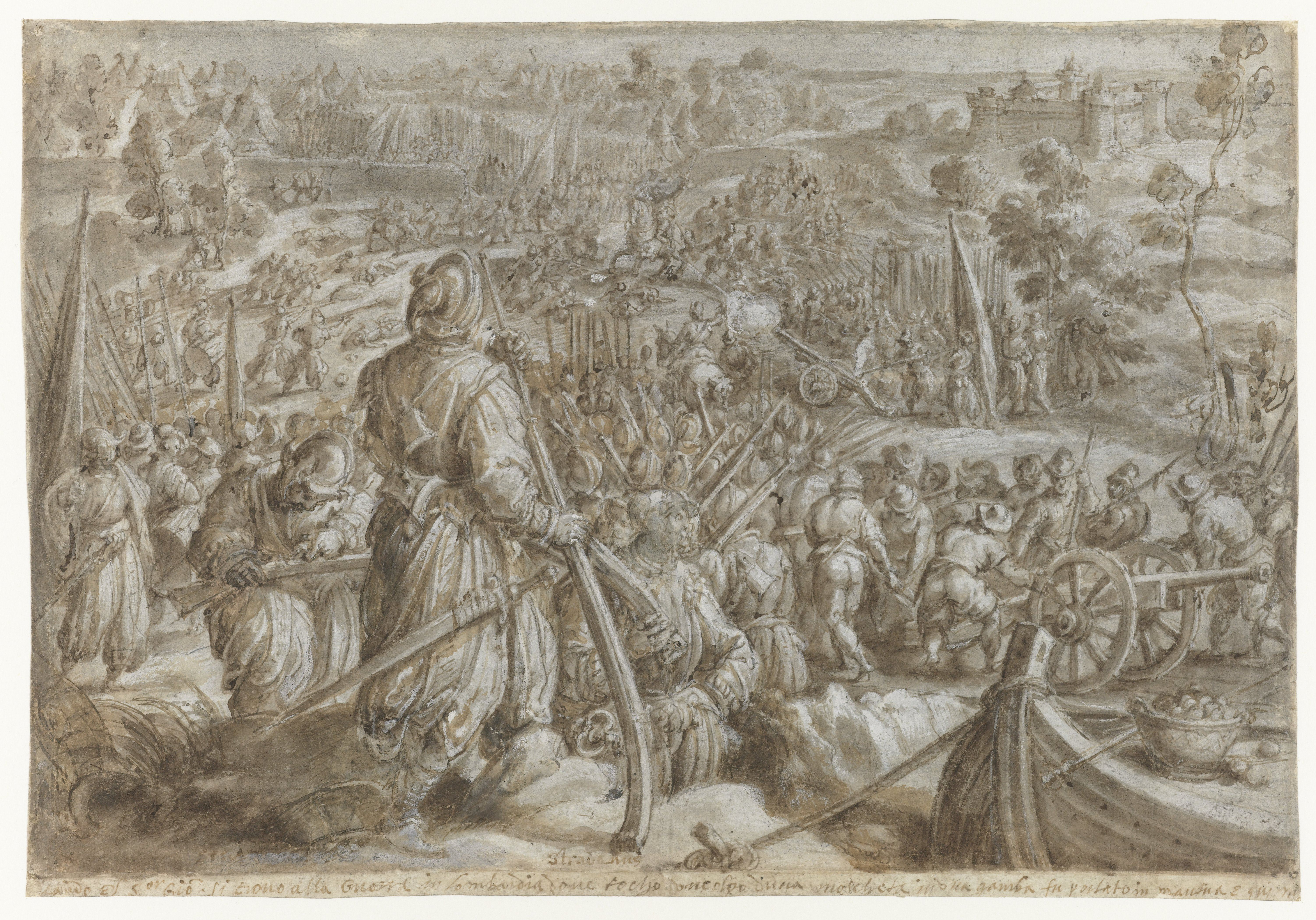
Battaglia di Governolo del 1526.

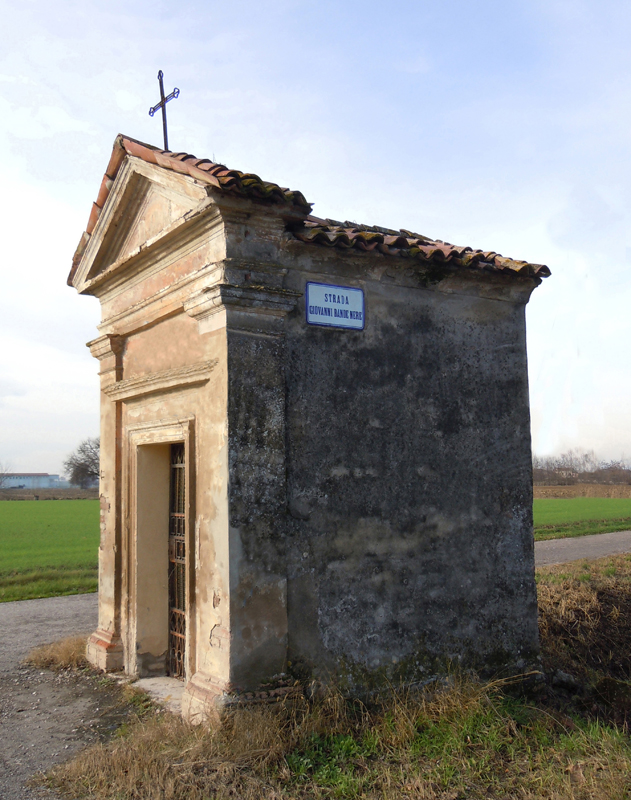
Governolo, edicola di S. Antonio Abate e, sulla targa, "Strada Giovanni delle Bande Nere"

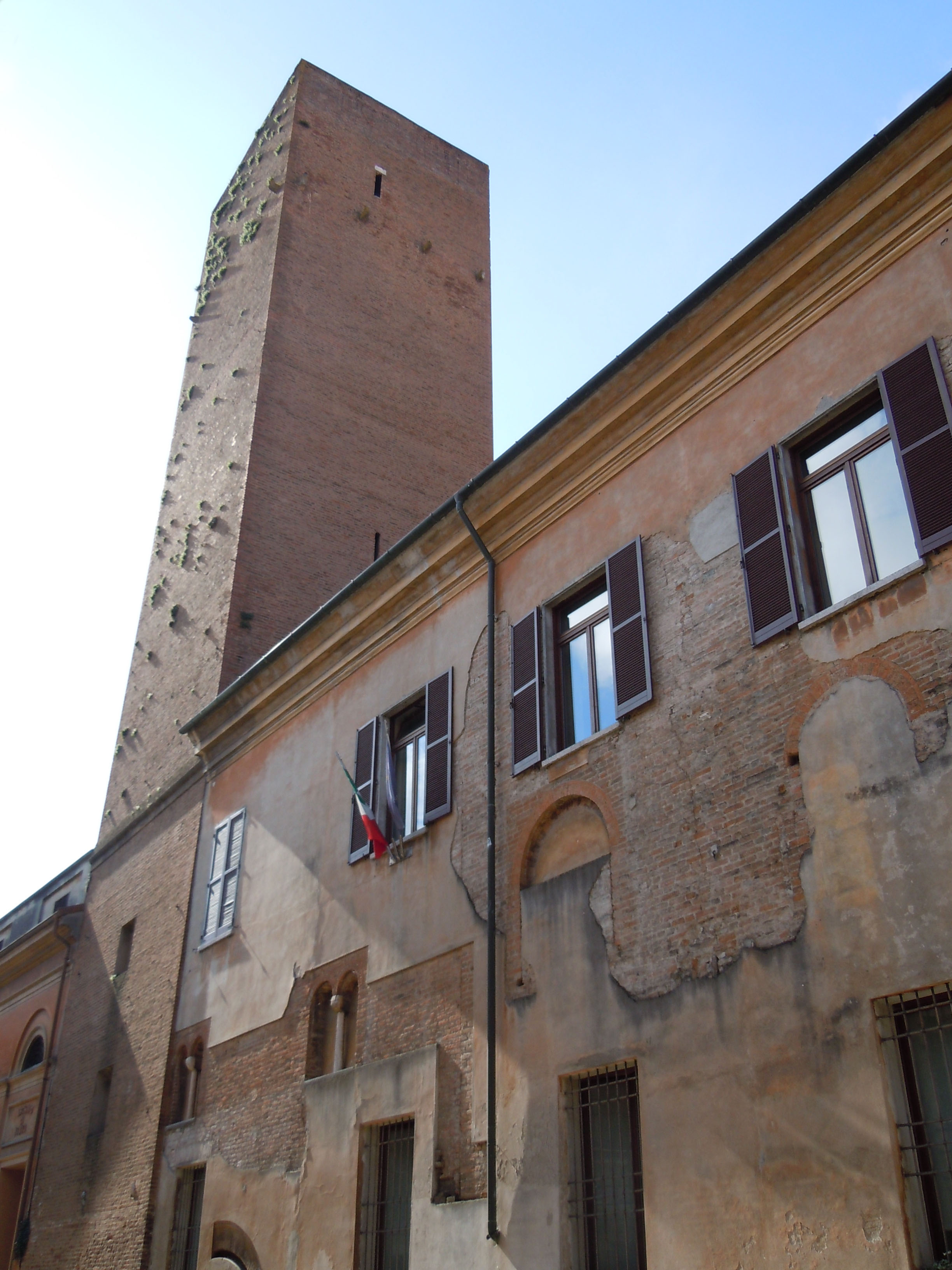
Mantova, palazzo di Aloisio Gonzaga con la torre dei Gambulini, dove morì Giovanni delle Bande Nere

Nel 1526 re Francesco I tornò libero e, in maggio, nacque la lega di Cognac contro l'Impero; papa Clemente si schierò con il re Francesco e a Giovanni fu affidato il comando delle truppe pontificie. Il 6 luglio il capitano generale Francesco Maria I della Rovere, di fronte alle soverchianti forze imperiali, abbandonò Milano, ma Giovanni rifiutò di ritirarsi e attaccò a Governolo, alla confluenza del Mincio con il Po, i lanzichenecchi, mercenari tedeschi capeggiati dal generale Georg von Frundsberg, scesi in Italia per dare una punizione al papa.
Le truppe germaniche, scese per la valle del Chiese, transitarono per lo Stato gonzaghesco attraverso la porta di Curtatone del Serraglio, con il consenso del marchese di Mantova Federico II Gonzaga. La sera del 25 novembre, nel corso di un'aspra battaglia nelle vicinanze di Governolo, Giovanni venne colpito alla gamba destra da un colpo di falconetto (probabilmente fornito da Alfonso I d'Este), che gli procurò una gravissima ferita.
(Francesco Guicciardini, Storia d'Italia, lib. 17 cap. 16)
Venne subito trasportato a San Nicolò Po, ma non si trovò un medico e perciò fu trasportato a Mantova presso il palazzo di Aloisio Gonzaga, marchese di Castel Goffredo, dove il chirurgo Abramo Arié, che già lo aveva curato con successo due anni prima, gli amputò la gamba. Per effettuare l'operazione il medico chiese che dieci uomini tenessero fermo Giovanni. A fianco di Giovanni il suo luogotenente Lucantonio Coppi. Pietro Aretino, testimone oculare, descrisse le sue ultime ore in una lettera a Francesco Albizi:
La gangrena fu però inarrestabile e nel giro di pochi giorni lo portò alla morte. Il valoroso condottiero si spense il 30 novembre 1526, e venne sepolto tutto armato nella chiesa di San Francesco a Mantova. Giovanni, in agonia, aveva inizialmente pensato di affidare il comando delle truppe a Lucantonio Cuppano, uno dei suoi più fidi soldati, o al nipote Pier Maria III de' Rossi di San Secondo Parmense, figlio della sorella Bianca Riario, ma fu tutto inutile: prive del loro capo e del suo carisma, le bande si sciolsero. Sempre Pietro Aretino testimonia:
E anche Giovan Girolamo de' Rossi, nipote di Giovanni e fratello del conte di San Secondo, conferma:
Dalla chiesa di San Francesco in Mantova, nel 1685 il corpo venne traslato e posto nella cripta delle Cappelle Medicee a Firenze, accanto alla moglie Maria Salviati.
Nel 1857, durante una prima ricognizione delle salme dei Medici, così venne ritrovato il suo corpo: 
dall’ossidio, e soltanto vedevasi intatto il pettorale e i pezzi che coprivano il braccio sinistro [...]»

## Ascendenza
|                           |           |                       | Genitori            |  |  | Nonni |  |  | Bisnonni           |  |  | Trisnonni         |  |
|                           |           |                       |                     |  |  |       |  |  | Lorenzo il Vecchio |  |  | Giovanni di Bicci |  |
|                           |           |                       |                     |  |  |       |  |  | Lorenzo il Vecchio |  |  | Giovanni di Bicci |  |
|                           |           | Piccarda Bueri        |                     |  |  |       |  |  | Lorenzo il Vecchio |  |  |                   |  |
| Pierfrancesco il Vecchio  |           |                       |                     |  |  |       |  |  | Lorenzo il Vecchio |  |  |                   |  |
|                           |           | Ginevra Cavalcanti    | Giovanni Cavalcanti |  |  |       |  |  |                    |  |  |                   |  |
|                           |           | Ginevra Cavalcanti    | Giovanni Cavalcanti |  |  |       |  |  |                    |  |  |                   |  |
|                           |           | Ginevra Cavalcanti    | ?                   |  |  |       |  |  |                    |  |  |                   |  |
| Giovanni il Popolano      |           | Ginevra Cavalcanti    |                     |  |  |       |  |  |                    |  |  |                   |  |
|                           |           | ?                     | ?                   |  |  |       |  |  |                    |  |  |                   |  |
|                           |           | ?                     | ?                   |  |  |       |  |  |                    |  |  |                   |  |
|                           |           | ?                     | ?                   |  |  |       |  |  |                    |  |  |                   |  |
| Laudomia Acciaiuoli       |           | ?                     |                     |  |  |       |  |  |                    |  |  |                   |  |
|                           |           | ?                     | ?                   |  |  |       |  |  |                    |  |  |                   |  |
|                           |           | ?                     | ?                   |  |  |       |  |  |                    |  |  |                   |  |
|                           |           | ?                     | ?                   |  |  |       |  |  |                    |  |  |                   |  |
| Giovanni delle Bande Nere |           | ?                     |                     |  |  |       |  |  |                    |  |  |                   |  |
|                           | Francesco | Giacomo Attendolo     |                     |  |  |       |  |  |                    |  |  |                   |  |
|                           | Francesco | Giacomo Attendolo     |                     |  |  |       |  |  |                    |  |  |                   |  |
|                           | Francesco | Lucia Terzani         |                     |  |  |       |  |  |                    |  |  |                   |  |
| Galeazzo Maria Sforza     | Francesco |                       |                     |  |  |       |  |  |                    |  |  |                   |  |
|                           |           | Bianca Maria Visconti | Filippo Maria       |  |  |       |  |  |                    |  |  |                   |  |
|                           |           | Bianca Maria Visconti | Filippo Maria       |  |  |       |  |  |                    |  |  |                   |  |
|                           |           | Bianca Maria Visconti | Agnese del Maino    |  |  |       |  |  |                    |  |  |                   |  |
| Caterina Sforza           |           | Bianca Maria Visconti |                     |  |  |       |  |  |                    |  |  |                   |  |
|                           |           | ?                     | ?                   |  |  |       |  |  |                    |  |  |                   |  |
|                           |           | ?                     | ?                   |  |  |       |  |  |                    |  |  |                   |  |
|                           |           | ?                     | ?                   |  |  |       |  |  |                    |  |  |                   |  |
| Lucrezia Landriani        |           | ?                     |                     |  |  |       |  |  |                    |  |  |                   |  |
|                           |           | ?                     | ?                   |  |  |       |  |  |                    |  |  |                   |  |
|                           |           | ?                     | ?                   |  |  |       |  |  |                    |  |  |                   |  |
|                           |           | ?                     | ?                   |  |  |       |  |  |                    |  |  |                   |  |
|                           |           | ?                     |                     |  |  |       |  |  |                    |  |  |                   |  |

## Discendenza
Il 15 novembre 1516 sposò Maria Salviati, figlia di Jacopo e nipote di Lorenzo il Magnifico. Dall'unione nacque un figlio, Cosimo, destinato un giorno a diventare Granduca di Toscana. Giovanni, sposando Maria, unì idealmente i due rami medicei principali, fondando su questi due pilastri la linea granducale, che governò Firenze e la Toscana per altri due secoli. Tramite la sua discendente Maria de' Medici Giovanni fu anche antenato dei re di Francia a partire da Luigi XIII.
|                                                    |                                      |                                      |                                      | Giovanni di Bicci *1360 †1429         |                                      |  |  |                                                |                                                |                                                |                                                |                                                |                                                |  |  |  |  |  |  |  |  |  |  |  |  |
|                                                    |                                      |                                      |                                      |                                       |                                      |  |  |                                                |                                                |                                                |                                                |                                                |                                                |  |  |  |  |  |  |  |  |  |  |  |  |
|                                                    |                                      |                                      |                                      |                                       |                                      |  |  |                                                |                                                |                                                |                                                |                                                |                                                |  |  |  |  |  |  |  |  |  |  |  |  |
| Ramo "Cafaggiolo" Cosimo *1389 †1464               | Ramo "Cafaggiolo" Cosimo *1389 †1464 | Ramo "Cafaggiolo" Cosimo *1389 †1464 | Ramo "Cafaggiolo" Cosimo *1389 †1464 | Ramo "Cafaggiolo" Cosimo *1389 †1464  | Ramo "Cafaggiolo" Cosimo *1389 †1464 |  |  | Ramo "Popolano" Lorenzo il Vecchio *1394 †1440 | Ramo "Popolano" Lorenzo il Vecchio *1394 †1440 | Ramo "Popolano" Lorenzo il Vecchio *1394 †1440 | Ramo "Popolano" Lorenzo il Vecchio *1394 †1440 | Ramo "Popolano" Lorenzo il Vecchio *1394 †1440 | Ramo "Popolano" Lorenzo il Vecchio *1394 †1440 |  |  |  |  |  |  |  |  |  |  |  |  |
| Ramo "Cafaggiolo" Cosimo *1389 †1464               | Ramo "Cafaggiolo" Cosimo *1389 †1464 | Ramo "Cafaggiolo" Cosimo *1389 †1464 | Ramo "Cafaggiolo" Cosimo *1389 †1464 | Ramo "Cafaggiolo" Cosimo *1389 †1464  | Ramo "Cafaggiolo" Cosimo *1389 †1464 |  |  | Ramo "Popolano" Lorenzo il Vecchio *1394 †1440 | Ramo "Popolano" Lorenzo il Vecchio *1394 †1440 | Ramo "Popolano" Lorenzo il Vecchio *1394 †1440 | Ramo "Popolano" Lorenzo il Vecchio *1394 †1440 | Ramo "Popolano" Lorenzo il Vecchio *1394 †1440 | Ramo "Popolano" Lorenzo il Vecchio *1394 †1440 |  |  |  |  |  |  |  |  |  |  |  |  |
| Piero il Gottoso *1416 †1469                       | Piero il Gottoso *1416 †1469         | Piero il Gottoso *1416 †1469         | Piero il Gottoso *1416 †1469         | Piero il Gottoso *1416 †1469          | Piero il Gottoso *1416 †1469         |  |  | Pierfrancesco il Vecchio *1430 †1476           | Pierfrancesco il Vecchio *1430 †1476           | Pierfrancesco il Vecchio *1430 †1476           | Pierfrancesco il Vecchio *1430 †1476           | Pierfrancesco il Vecchio *1430 †1476           | Pierfrancesco il Vecchio *1430 †1476           |  |  |  |  |  |  |  |  |  |  |  |  |
| Piero il Gottoso *1416 †1469                       | Piero il Gottoso *1416 †1469         | Piero il Gottoso *1416 †1469         | Piero il Gottoso *1416 †1469         | Piero il Gottoso *1416 †1469          | Piero il Gottoso *1416 †1469         |  |  | Pierfrancesco il Vecchio *1430 †1476           | Pierfrancesco il Vecchio *1430 †1476           | Pierfrancesco il Vecchio *1430 †1476           | Pierfrancesco il Vecchio *1430 †1476           | Pierfrancesco il Vecchio *1430 †1476           | Pierfrancesco il Vecchio *1430 †1476           |  |  |  |  |  |  |  |  |  |  |  |  |
| Lorenzo il Magnifico *1449 †1492                   | Lorenzo il Magnifico *1449 †1492     | Lorenzo il Magnifico *1449 †1492     | Lorenzo il Magnifico *1449 †1492     | Lorenzo il Magnifico *1449 †1492      | Lorenzo il Magnifico *1449 †1492     |  |  | Giovanni il Popolano *1467 †1498               | Giovanni il Popolano *1467 †1498               | Giovanni il Popolano *1467 †1498               | Giovanni il Popolano *1467 †1498               | Giovanni il Popolano *1467 †1498               | Giovanni il Popolano *1467 †1498               |  |  |  |  |  |  |  |  |  |  |  |  |
| Lorenzo il Magnifico *1449 †1492                   | Lorenzo il Magnifico *1449 †1492     | Lorenzo il Magnifico *1449 †1492     | Lorenzo il Magnifico *1449 †1492     | Lorenzo il Magnifico *1449 †1492      | Lorenzo il Magnifico *1449 †1492     |  |  | Giovanni il Popolano *1467 †1498               | Giovanni il Popolano *1467 †1498               | Giovanni il Popolano *1467 †1498               | Giovanni il Popolano *1467 †1498               | Giovanni il Popolano *1467 †1498               | Giovanni il Popolano *1467 †1498               |  |  |  |  |  |  |  |  |  |  |  |  |
| Lucrezia *1470 †1553 ⚭ Jacopo Salviati *1461 †1533 |                                      |                                      |                                      |                                       |                                      |  |  |                                                |                                                |                                                |                                                |                                                |                                                |  |  |  |  |  |  |  |  |  |  |  |  |
|                                                    |                                      |                                      |                                      |                                       |                                      |  |  |                                                |                                                |                                                |                                                |                                                |                                                |  |  |  |  |  |  |  |  |  |  |  |  |
| Maria Salviati *1499 †1543                         | Maria Salviati *1499 †1543           | Maria Salviati *1499 †1543           | Maria Salviati *1499 †1543           | Maria Salviati *1499 †1543            | Maria Salviati *1499 †1543           |  |  | Lodovico [Giovanni] *1498 †1526                | Lodovico [Giovanni] *1498 †1526                | Lodovico [Giovanni] *1498 †1526                | Lodovico [Giovanni] *1498 †1526                | Lodovico [Giovanni] *1498 †1526                | Lodovico [Giovanni] *1498 †1526                |  |  |  |  |  |  |  |  |  |  |  |  |
| Maria Salviati *1499 †1543                         | Maria Salviati *1499 †1543           | Maria Salviati *1499 †1543           | Maria Salviati *1499 †1543           | Maria Salviati *1499 †1543            | Maria Salviati *1499 †1543           |  |  | Lodovico [Giovanni] *1498 †1526                | Lodovico [Giovanni] *1498 †1526                | Lodovico [Giovanni] *1498 †1526                | Lodovico [Giovanni] *1498 †1526                | Lodovico [Giovanni] *1498 †1526                | Lodovico [Giovanni] *1498 †1526                |  |  |  |  |  |  |  |  |  |  |  |  |
|                                                    |                                      |                                      |                                      |                                       |                                      |  |  |                                                |                                                |                                                |                                                |                                                |                                                |  |  |  |  |  |  |  |  |  |  |  |  |
|                                                    |                                      |                                      |                                      | Linea Granducale Cosimo I *1519 †1574 |                                      |  |  |                                                |                                                |                                                |                                                |                                                |                                                |  |  |  |  |  |  |  |  |  |  |  |  |

## Le Bande Nere

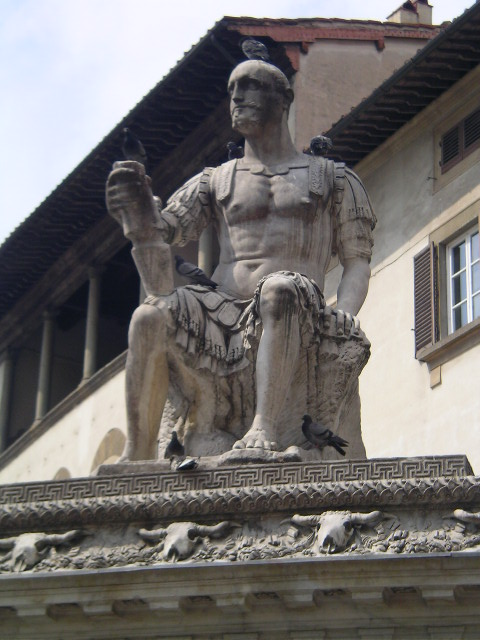
Il monumento a Giovanni delle Bande Nere di Baccio Bandinelli in piazza San Lorenzo a Firenze

L'origine delle Bande Nere può farsi risalire alle compagnie che il giovane Giovanni de' Medici comandò durante la guerra di Urbino del 1517. Questo breve conflitto fu per Giovanni una "scuola militare" nella quale egli si formò per la fase cruciale delle guerre d'Italia, quella compresa tra il 1521 e il 1527, dove si guadagnò grande fama prima di essere mortalmente ferito a Governolo. Durante questi anni Giovanni e le sue Bande cambiarono ripetutamente campo, passando prima al servizio di Carlo V, poi di Francesco I, poi ancora di Carlo V e quindi nuovamente di Francesco I.
Ferito alcuni giorni prima della battaglia di Pavia, Giovanni fu portato a Piacenza per esservi curato. Le sue Bande, rimaste senza il loro capitano, nulla poterono contro la massa dei Lanzichenecchi imperiali sortiti dalla città assediata. Nel volgere di breve tempo, sotto la guida di Giovanni, le Bande diventarono una formazione d'élite, con pochi riscontri nel panorama delle compagnie di ventura italiane, di cui costituirono l'ultimo e più importante esempio. Le Bande Nere sopravvissero alla morte di Giovanni per quasi due anni.

## Ritratti
(Scritta riportata sulla spada visibile nella statua degli Uffizi)
Un ritratto di Giovanni delle Bande Nere, dipinto da Gian Paolo Pace, è conservato presso la Galleria degli Uffizi a Firenze. La genesi dell'opera è piuttosto complessa e per molto tempo si è creduto che il quadro fosse opera di Tiziano. Alla morte del condottiero, Pietro Aretino fece eseguire a Giulio Romano l'impronta del suo volto, in gesso. L'Aretino diede il calco ad Alfonso Lombardi, poiché questi aveva promesso di ricavarne un ritratto, ma ciò non avvenne, e l'impronta tornò tra le mani del suo primo proprietario solo nel 1543.
Tra la morte del Lombardi e il 1543 la maschera era finita tra le mani di un artista - forse identificabile con il Giovanni Bernardi -, che voleva eseguire un'incisione di cristallo (non sappiamo se vi fosse riuscito). Questi, d'accordo con Aretino, affidò l'incarico del ritratto a Tiziano (1545), che però non lo poté realizzare a causa degli innumerevoli impegni. Per l'Aretino fu una delusione: se ne lamentò in una missiva a Cosimo I de' Medici, figlio di Giovanni, e si rivolse infine a Gian Paolo Pace, il quale realizzò l'opera alla fine del 1545, ricevendo i complimenti del committente.
La statua che lo ritrae seduto in Piazza San Lorenzo a Firenze, invece, fu commissionata da Cosimo I de' Medici a Baccio Bandinelli. Un suo ritratto ottocentesco si trova anche in una nicchia nel lato corto degli Uffizi verso l'Arno, accanto ad altri famosi condottieri fiorentini (Francesco Ferrucci, Pier Capponi e Farinata degli Uberti). Presso il Museo Stibbert di Firenze è visibile il corsaletto funebre di Giovanni delle Bande Nere. La cantante italiana Anna Oxa gli ha dedicato il brano Giovanni.

## Ricerche paleopatologiche
Il 19 novembre 2012 è iniziato lo studio dei resti scheletrici di Giovanni e di sua moglie, Maria Salviati. La tomba è stata aperta e i resti studiati nella cripta del Museo delle Cappelle Medicee a Firenze, nell'ambito di una ricerca finanziata dalla Società Italiana di Ortopedia e Traumatologia e condotta dalla Divisione di Paleopatologia dell'Università di Pisa, diretta dal professor Gino Fornaciari e sostenuta dal Dipartimento Radiologico dell'ospedale di Santa Maria Nuova di Firenze, diretto dal dottor Ilario Menchi.
Le due sepolture di Giovanni delle Bande Nere e di sua moglie vennero ispezionate nel 1948 da Gaetano Pieraccini e, come le altre indagate durante i lavori del 'Progetto Medici', furono danneggiate dall'alluvione di Firenze del 4 novembre 1966 e, per questo, necessitavano di una revisione conservativa.
Le indagini effettuate dal paleopatologo Gino Fornaciari dell'Università di Pisa hanno definitivamente accertato che la causa della morte di Giovanni fu la setticemia, causata dal colpo di falconetto che ricevette in battaglia a Governolo il 25 novembre 1526. L'indagine paleopatologica ha confermato che la morte sopraggiunse a seguito della gangrena che rese necessaria l'amputazione della gamba destra. Ciò esclude con certezza scientifica le voci che circolarono al tempo sulla responsabilità del medico ebreo Abram, che eseguì anzi un ottimo intervento su Giovanni, provvedendo a completare la semi-amputazione traumatica causata dal falconetto e a regolarizzare i monconi ossei, arginando la gangrena ma non potendo poi far nulla per la setticemia già avanzata. Le analisi hanno accertato anche lo sviluppo di callo osseo nell'arto destro, come esito a seguito di ferimento l'anno precedente (il 18 febbraio, durante la battaglia di Pavia) per un colpo di archibugio.

## Omaggi e cultura di massa

### Filmografia
Alla figura del condottiero vennero ispirati e girati diversi film:
- Giovanni dalle Bande Nere, regia di Mario Caserini (1911)
- Condottieri, conosciuto anche come Giovanni dalle Bande Nere, regia di Luis Trenker e Werner Klingler (1937)
- Giovanni dalle Bande Nere, regia di Sergio Grieco (1956)
- Il mestiere delle armi, regia di Ermanno Olmi (2001)

### Omaggi poetici e letterari
Il poeta Matteo Bandello ha dedicato a Giovanni de Medici la Novella XL della Prima parte (1554).

### Navi da guerra
Un incrociatore della classe Alberto di Giussano fu battezzato con il suo nome.